# Lohheider See

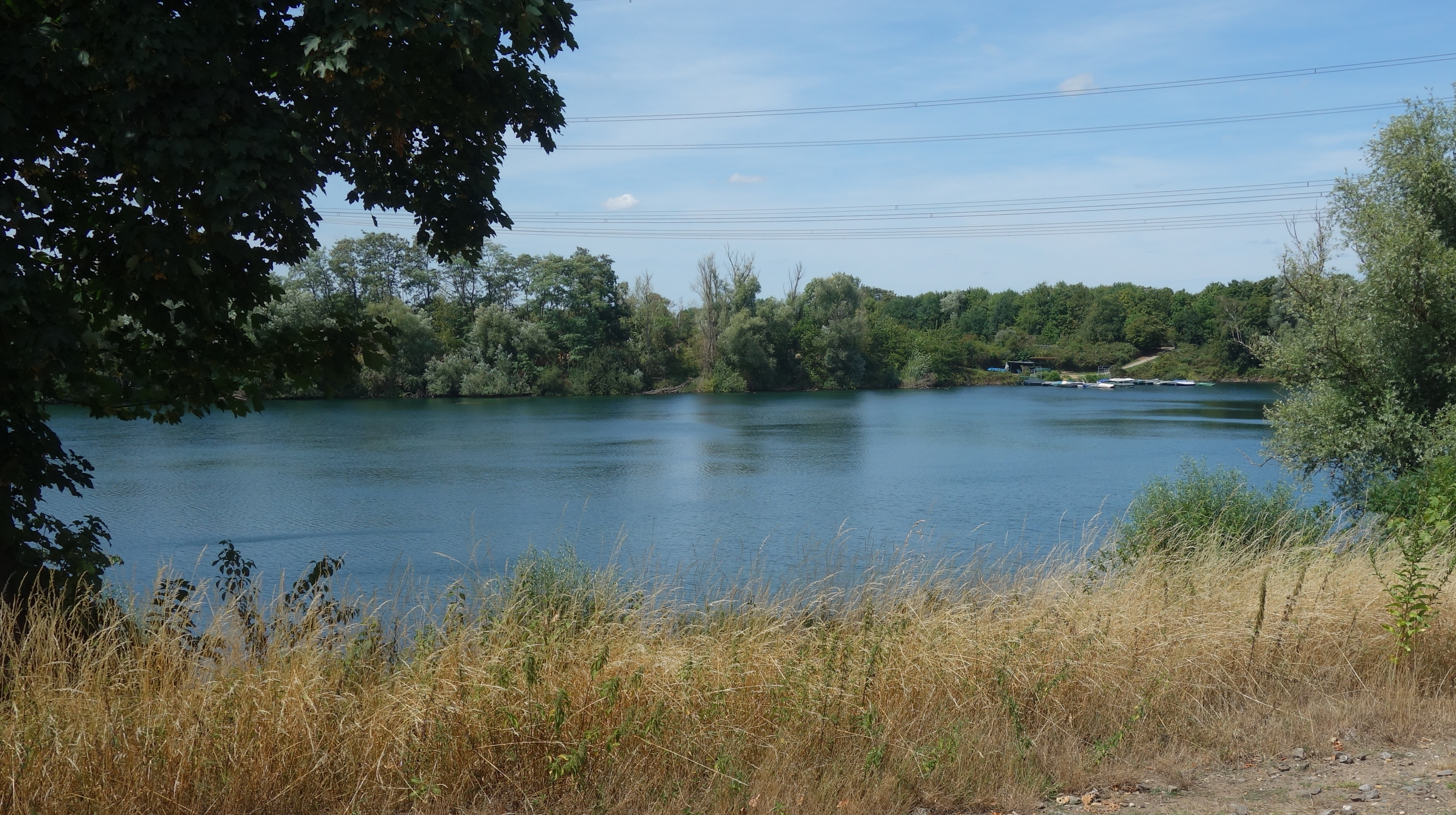
Lohheider See (nördlicher Teil)

Der Lohheider See, auch Lohheidesee genannt, ist ein Baggersee am Rande des Naherholungsgebiets Baerler Busch im Duisburger Stadtteil Baerl im Stadtbezirk Homberg/Ruhrort/Baerl in Nordrhein-Westfalen.

## Beschreibung
Der von Wäldern und Feldern umgebene Lohheider See ist rund 67 Hektar groß, maximal 14 Meter tief mit sandigem Untergrund und 1,6 km lang. Er besitzt nur sehr wenige Flachwasserzonen und zwei Inseln, die nicht betreten werden dürfen. Seine Ufer sind überwiegend von Bäumen gesäumt, von denen sich auch einige im Wasser befinden.
Das Gewässer bietet Möglichkeiten zum Schwimmen, Segeln und Angeln. Der 4,6 km lange Weg rund um den See eignet sich zum Wandern, Radfahren und Reiten.
Drei große Wracks, die in den See versenkt wurden, dienen unter anderem als Lebensraum für die Unterwasserfauna und -flora und sind vor allem für Sporttaucher interessant.

## Fischbestand
Der Angelsportverein Dortmund e.V. betreut den See, der zahlreiche Fischarten beheimatet, wie z. B. Aale, Alande, Barsche, Hechte, Zander, Karpfen, Welse, Schleien, Rapfen, Döbel, Quappen, Brassen, Rotaugen, Rotfedern, Lauben, Güstern, Giebel, Karauschen, Graskarpfen, Katzenwelse und Moderlieschen.